# Eva Sjöstrand (översättare)
Eva Elisabet Sjöstrand, född Furusjö 31 juli 1944, är en svensk översättare. Hon översätter från engelska och (i mindre utsträckning) från tyska.

## Biografi
Eva Sjöstrand är dotter till lektor Folke Furusjö och chefredaktör Maja-Lisa Furusjö. Hon gifte sig 1979 med författaren Östen Sjöstrand.

## Översättningar (urval)
- Perri Klass: Älskandes kemi (Recombinations) (Bonnier, 1986)
- Eudora Welty: Optimistens dotter (The optimist's daughter) (Natur och kultur, 1992)
- Nadine Gordimer: Ingen vid min sida (None to accompany me) (Bonnier, 1995)
- Edith Wharton: En skymt av månen (The glimpses of the moon) (Trevi, 1996)
- Elżbieta Ettinger: Hannah Arendt, Martin Heidegger (Hannah Arendt, Martin Heidegger) (Natur och kultur, 1997)
- Margaret Drabble: Allt livets goda … (The witch of Exmoor) (Forum, 1997)
- Jhumpa Lahiri: Den indiske tolken: berättelser (Interpreter of maladies) (Forum, 2001)
- Colum McCann: Dansare (Dancer) (Bonnier, 2004)

## Priser
- Stiftelsen Natur & Kulturs översättarpris 2007